# Ilfochrome
Ilfochrome (ранее известна как Цибахром или Сибахром англ. Cibachrome) — торговое название обращаемой (прямопозитивной) фотобумаги, основанной на химическом обесцвечивании содержащихся в фотоэмульсии азокрасителей в экспонированных участках. Кроме повышенной стойкости красителей к выцветанию, фотоматериалы такого типа обеспечивают более качественное цветоделение, чем хромогенные, в которых красители синтезируются во время проявления.

## История
Впервые технология была запатентована в 1933 году венгерским учёным Бела Гаспаром под торговым названием «Гаспарколор». Цветное позитивное изображение на многослойном фотоматериале такого типа образуется за счёт химического обесцвечивания азокрасителей в экспонированных участках. Киноплёнки «Гаспарколор» использовались в мультипликации для печати фильмокопий, конкурируя с более дорогой гидротипной технологией «Техниколор». Два зонально-чувствительных слоя таких киноплёнок наносились с одной стороны подложки, а третий — с обратной. Появившаяся в 1936 году хромогенная киноплёнка Agfa с современным способом синтеза красителей при проявлении, копировала некоторые принципы, заложенные Гаспаром в свой фотоматериал. Приход к власти Гитлера заставил учёного эмигрировать из Германии в Бельгию, где на заводах Gevaert было развёрнуто производство киноплёнки, закрытое после оккупации страны нацистами.
В 1960-х годах, после смерти Гаспара и истечения срока его патентов, один из разработчиков системы Пол Дрейфус (англ. Paul Dreyfus), работавший в фармацевтической компании Ciba AG предложил использовать принцип для цветных прямопозитивных фотобумаг. Разработка технологии их изготовления под его руководством велась компанией Ciba Geigy (теперь Novartis). В 1963 году было налажено производство под торговым названием Cibachrome, а через 6 лет торговая марка перешла в собственность Ilford Photo. В 1989 году она вновь перепродана американской компании International Paper, продолжившей производство на заводах Ilford. В 1992 фотопроцесс получил новое торговое название Ilfochrome, однако в фотоиндустрии до сих пор общепринято наименование «Сибахром».
До 2004 года компоненты для фотобумаги производились на двух заводах: в Великобритании и Швейцарии. Производство в Великобритании было выкуплено менеджментом и продолжилось под маркой Harman, а швейцарское подразделение было продано Japanese Oji paper group в 2005 и Paradigm Global Partners LLP в 2010 годах. Здесь оно сохранило торговую марку Ilford. Сам Ilford также продолжил выпускать некоторые наименования фотоматериалов. В 2012 году концерн объявил о завершении выпуска последней партии фотобумаг «Ilfochrome Classic» из-за падения спроса, обусловленного наступлением цифровых технологий фотопечати. Сегодня единственная в России лаборатория печати по технологии Ilfochrome работает в Москве при Галерее классической фотографии.

## Преимущества
Печать на фотобумаге «Сибахром» чаще всего производится с цветных диапозитивов, позволяя получать их бумажную копию без промежуточного контратипирования. Красители, используемые в технологии, не подвержены деградации от попадания прямых солнечных лучей, обеспечивая длительное архивное хранение. Благодаря этому обстоятельству отпечатки на такой фотобумаге высоко ценятся галеристами и музейными работниками. По сравнению с обычной фотобумагой, Ilfochrom даёт значительно большие цветовой охват и разрешающую способность. Все эти преимущества достигаются, благодаря использованию азокрасителей, добавляемых в состав эмульсии в момент производства фотоматериала. При лабораторной обработке в экспонированных участках эти красители обесцвечиваются, оставаясь в тенях без изменений. В обычных цветных фотобумагах краситель синтезируется при взаимодействии цветообразующих компонент фотоэмульсий с продуктами окисления проявителя, восстанавливающего металлическое серебро. Получаемые при этом красители обладают невысокой стойкостью и нежелательным спектральным поглощением в соседних цветовых зонах.
Известны примеры использования фотобумаги «Сибахром» для прямой съёмки крупноформатными фотоаппаратами. В этом случае фотоматериал заряжается в кассету для листовой фотоплёнки, давая позитивное зеркальное изображение объекта. Для получения прямого изображения некоторые фотографы используют зеркало, установленное перед объективом под углом 45°, как это делалось при съёмке дагеротипов. Ещё одна проблема заключается в слишком «тёплом» цветовом балансе фотобумаги, требующей установки оранжевого светофильтра при дневном освещении. Несмотря на все ограничения, такая технология позволяет получить ещё более качественную цветопередачу, так как исключается стадия цветоделения в промежуточном диапозитиве. В то же время, необходимость длинной выдержки из-за низкой светочувствительности фотобумаги, делает метод прямой съёмки пригодным только для неподвижных объектов.